# Storczyca
Storczyca (Traunsteinera Rchb.) – rodzaj roślin z rodziny storczykowatych (Orchidaceae). Obejmuje dwa gatunki. Na obszarach górskich i wyżynnych południowej i środkowej Europy rośnie storczyca kulista T. globosa, jedyny przedstawiciel rodzaju we florze polskiej. Drugi gatunek – T. sphaerica rośnie w rejonie Kaukazu.

## Morfologia
PokrójRośliny zielne o pędach wyrastających z dwóch kulistych bulw.
LiścieRozmieszczone wzdłuż pędu, wąskie.
KwiatyDrobne, skręcone o 180°, zebrane w główkowaty kwiatostan. Listki okwiatu są różowe lub żółte, na szczycie maczugowato zgrubiałe. Większość listków jest rozchylona i tylko dwa boczne listki z wewnętrznego okółka są stulone i stykają się nad prętosłupem. Warżka jest trójłatkowa, z ostrogą u nasady. Pręcik ma wąski łącznik. Uczepki są dwie, znamię owalne.

## Systematyka
Pozycja systematyczna
Jeden z rodzajów podplemienia Orchidinae w plemieniu Orchideae w obrębie podrodziny storczykowych (Orchideae) z rodziny storczykowatych (Orchidaceae). Storczykowate są kladem bazalnym w rzędzie szparagowców Asparagales w obrębie jednoliściennych.
Wykaz gatunków
- Traunsteinera globosa (L.) Rich. – storczyca kulista
- Traunsteinera sphaerica (M.Bieb.) Schltr.